# Кастрореале
Кастрореа̀ле (на италиански: Castroreale; на сицилиански: Castru, Кастру) е малко градче и община в Южна Италия, провинция Месина, автономен регион и остров Сицилия. Разположено е на 394 m надморска височина. Населението на общината е 2645 души (към 2011 г.).